# Benthonectes
Benthonectes is een geslacht van kreeftachtigen uit de klasse van de Malacostraca (hogere kreeftachtigen).

## Soort
- Benthonectes filipes Smith, 1885